# سرپاور علفی
سرپاورهای علفی (Pickfordiateuthidae) خانواده‌ای از سرپاورها هستند.